# Vingåkers VK
Vingåkers Volleybollklubb, startad 1972, är en volleybollklubb i Vingåker i Sverige. Klubben spelar i Elitserien i volleyboll för herrar och den hittills främsta meriten är SM-silver 2003. Hemmaplan är Sporthallen i Vingåker. 
Vingåkers VK har flera guldmedaljer på pojk- och juniornivå.

## Spelare
| Nr | Land       | Pos           | Namn            |
| -- | ---------- | ------------- | --------------- |
| 2  | Sverige    | Libero        | Hampus Fält     |
| 4  | Kanada     | Högerspiker   | Justin Delorme  |
| 4  | Sverige    | Center        | Andreas Brink   |
| 5  | Sverige    | Libero        | Axel Grave      |
| 10 | Australien | Vänsterspiker | Jordan Power    |
| 14 | Sverige    | Vänsterspiker | Hugo Grave      |
| 18 | Sverige    | Passare       | Hannes Olofsson |
| 9  | Sverige    | Vänsterspiker | Isak Sundström  |
| 11 | Sverige    | Passare       | Rasmus Winberg  |

### Fotnoter
1. ↑  ”Örkelljunga svenska mästare”. Sveriges Radio. 12 februari 2003. http://sverigesradio.se/sida/artikel.aspx?programid=179&artikel=216332. Läst 19 februari 2015.